# Ludvig Palmgren
Sven Magnus Ludvig Frithiof Palmgren, född 28 mars 1844 i Vrigstads socken, död 30 juni 1915 i Nottebäcks socken, var en svensk präst och arkeolog.
Ludvig Palmgren var son till kyrkoherde Magnus Palmgren och bror till Edvard Palmgren. Efter studier vid Växjö läroverk blev han 1863 student vid Uppsala universitet, där han avlade teoretisk och praktisk teologisk examen 1866. Palmgren prästvigdes 1867, var komminister i Tannåkers församling 1878–1881 och i Ekeberga församling 1881–1898 samt var kyrkoherde i Nottebäck-Granhults pastorat från 1898. Han ägnade sig även åt fornforskning och företog arkeologiska undersökningar, av vilka många offentliggjordes genom uppsatser i Svenska fornminnesföreningens tidskrift, bland annat Fornlämningar i Västbo och Östbo härad (1875, 1881), Minnen från stenåldern i Småland (1878) och Fornlämningar i Finnveden (1880). Palmgren ägde stora samlingar av antikviteter, bland annat det enda kända exemplaret av den äldsta bevarade svenska psalmboken, troligen tryckt 1530. Manuskript av Palmgren förvaras i Antikvarisk-topografiska arkivet.